# Lista de presidentes das Maldivas
O presidente das Maldivas é o chefe de estado, chefe de governo e primeiro cidadão da República das Maldivas, bem como comandante supremo das Forças Armadas do país. O cargo foi criado em 1968, após a abolição da monarquia. Atualmente, e desde 17 de novembro de 2023, o presidente é Mohamed Muizzu.

## Lista de Presidentes
Entre 1954 e 1968 a figura de presidente era ocupada pelo sultão das Maldivas.
| Núm. | Nome                                 | Início do mandato      | Final do mandato       | Partido político                                           |
| ---- | ------------------------------------ | ---------------------- | ---------------------- | ---------------------------------------------------------- |
| 1.   | Mohamed Amin Didi                    | 1 de janeiro de 1953   | 2 de setembro de 1953  | Partido do Progresso do Povo                               |
| -    | Ibrahim Muhammad Didi (interino)     | 2 de setembro de 1953  | 7 de março de 1954     | Partido do Progresso do Povo                               |
| -    | Vacante, Sultan Muhammad Fareed Didi | 7 de março de 1954     | 11 de novembro de 1968 | -                                                          |
| 2.   | Ibrahim Nasir                        | 11 de novembro de 1968 | 11 de novembro de 1978 | nenhum                                                     |
| 3.   | Maumoon Abdul Gayoom                 | 11 de novembro de 1978 | 11 de novembro de 2008 | nenhum (1978–2005) Partido Dhivehi Rayyithunge (2005–2008) |
| 4.   | Mohamed Nasheed                      | 11 de novembro de 2008 | 7 de fevereiro de 2012 | Partido Democrático                                        |
| 5.   | Mohammed Waheed Hassan               | 7 de fevereiro de 2012 | 17 de novembro de 2013 | Partido da Unidade Nacional (Gaumee Itthihaad)             |
| 6.   | Abdulla Yameen                       | 17 de novembro de 2013 | 17 de novembro de 2018 | Partido Progressista                                       |
| 7.   | Ibrahim Mohamed Solih                | 17 de novembro de 2018 | 17 de novembro de 2023 | Partido Democrático                                        |
| 8.   | Mohamed Muizzu                       | 17 de novembro de 2023 | presente               | Congresso Nacional do Povo                                 |